# Illertissen
Illertissen é uma cidade da Alemanha, localizada no distrito de Neu-Ulm, no estado de Baviera.